# 쉬다우린
쉬다우린(중국어: 徐道鄰, 한어병음: Xú Dàolín, 1907년 12월 4일 ~ 1973년 12월 24일)은 당송법 연구, 특히 신생 공화주의 국가에 상당한 공헌을 한 뛰어난 법률학자이다. 그는 전성기를 정부 관리와 외교관으로 중국에 봉사하는 데 바쳤고, 말년에는 대만에서 중국 법률사를, 미국에서는 중국 문학과 철학을 가르쳤다.